# تاتیانا ماتویوا (وزنه‌بردار)
تاتیانا ماتویوا (انگلیسی: Tatiana Matveeva؛ زادهٔ ۲۶ فوریه ۱۹۸۵) وزنه‌بردار زن اهل روسیه است.
وی در مسابقات کشوری و بین‌المللی در مجموع برندهٔ ۵ مدال نقره، ۱ مدال برنز شده‌است.